# Iain Ramsay
Iain Irinco Ramsay (ur. 27 lutego 1988 w Perth) – filipiński piłkarz szkockiego i australijskiego pochodzenia grający na pozycji lewego skrzydłowego lub lewego wahadłowego.

## Kariera juniorska
Ramsay grał jako junior w Llanelli Town A.F.C., Gretna F.C. (do 2007), Sydney Olympic F.C. (2008–2009) i Sydney FC (2009–2010).

## Kariera seniorska

### Australijskie kluby
W 2010 Ramsay zaliczył jeden występ w seniorskiej drużynie Sydney FC. W marcu 2010 został zawodnikiem Sydney Olympic FC. Rozegrał dla nich 37 meczów i strzelił jednego gola. 1 lipca 2010 przeszedł do Adelaide United FC. W ich barwach wystąpił 93 razy i zdobył 13 bramek. 1 lipca 2013 przeniósł się do Melbourne City FC. Rozegrał dla nich 46 meczów i strzelił 3 gole. 25 czerwca 2023 został zawodnikiem Rockdale Ilinden FC. W ich barwach wystąpił 10 razy i zdobył dwie bramki.

### Azjatyckie kluby
23 lipca 2015 Ramsay przeszedł do Teraktoru Sazi Tebriz. Rozegrał dla nich 9 meczów, nie strzelił żadnego gola. 25 stycznia 2017 przeniósł się do Ceres-Negros FC. 30 stycznia 2018 został zawodnikiem FELDA United FC. W ich barwach wystąpił 16 razy i zdobył dwie bramki. 21 stycznia 2019 trafił do Sukhothai FC. Rozegrał dla nich 31 meczów i strzelił 6 goli. 11 grudnia 2019 przeszedł do PT Prachuap FC. W ich barwach wystąpił 26 razy i zdobył dwie bramki. 1 lipca 2021 przeniósł się do Nongbua Pitchaya FC, dla którego rozegrał 19 meczów i strzelił jednego gola. 15 czerwca 2022 trafił do Lamphun Warriors FC. W ich barwach wystąpił 15 razy i zdobył jedną bramkę. 17 stycznia 2023 został wypożyczony do Chiangmai United FC. Rozegrał dla nich 14 meczów, nie strzelił żadnego gola.

## Kariera reprezentacyjna

### Filipiny
Ramsay zadebiutował w reprezentacji Filipin 11 czerwca 2015 w meczu z Bahrajnem (2:1). Pierwszą bramkę zdobył 16 czerwca 2015 w wygranym 2:0 spotkaniu przeciwko Jemenowi.

### Bramki w reprezentacji
| Lp. | Data                 | Miejsce                          | Przeciwnik     | Bramka | Rezultat | Ranga meczu              |
| --- | -------------------- | -------------------------------- | -------------- | ------ | -------- | ------------------------ |
| 1.  | 16 czerwca 2015      | Qatar SC Stadium, Doha           | Jemen          | 2:0    | 2:0      | el. do MŚ 2018           |
| 2.  | 29 marca 2016        | Rizal Memorial Stadium, Manila   | Korea Północna | 3:2    | 3:2      | el. do MŚ 2018           |
| 3.  | 10 października 2016 | Rizal Memorial Stadium, Manila   | Korea Północna | 1:3    | 1:3      | Mecz towarzyski          |
| 4.  | 28 marca 2017        | Rizal Memorial Stadium, Manila   | Nepal          | 3:1    | 4:1      | el. do Pucharu Azji 2019 |
| 5.  | 14 listopada 2019    | Piłkarski Stadion Narodowy, Male | Malediwy       | 1:0    | 2:1      | el. do MŚ 2022           |